# Мицки
Мицки Мијаваки (енгл. Mitski Miyawaki; Мије, 27. септембар 1990), право име Мицуки Лајкок (енгл. Mitsuki Laycock), позната као Мицки (енгл. Mitski) је јапанско-америчка певачица и текстописац.

## Детињство
Мицки Мијаваки је рођена као Мицуки Лајкок 27. септембра 1990. године у Јапану. Отац јој је Америчког, а мајка Јапанског порекла. Током одрастања често се селила због посла њеног оца. Због тога је, пре него што се преселила у Америку, живела у многим земљама укључујући и Турску, Кину, Малезију, Јапан, Чешку и Демократску Републику Конго.

## Дискогафија
- Lush (2012)
- Retired from Sad, New Career in Business (2013)
- Bury Me at Makeout Creek (2014)
- Puberty 2 (2016)
- Be the Cowboy (2018)
- Laurel Hell (2022)
- The Land is Inhospitable And So Are We (2023)